# Нардели (Перуђа)
Нардели је насеље у Италији у округу Перуђа, региону Умбрија.
Према процени из 2011. у насељу је живело 50 становника. Насеље се налази на надморској висини од 332 м.